# Căinari
Căinari es una ciudad de la República de Moldavia perteneciente al distrito de Căușeni.
En 2004 tiene 4184 habitantes, de los cuales 4065 son étnicamente rumanos-moldavos, 47 rusos y 37 ucranianos. Incluye como pedanía un poblado ferroviario del mismo nombre, con 326 habitantes en 2004.
Se conoce su existencia desde 1525. Es el lugar de nacimiento de Alexei Mateevici, autor de la letra del himno nacional Limba noastră.
Se ubica en el cruce de las carreteras R29 y R32, unos 25 km al oeste de la capital distrital Căușeni.